# 미기와 다리
《미기와 다리》(일본어: ミギとダリ 미기토 다리[*])는 사노 나미가 지은 일본의 만화 작품이다. 《하루타》(KADOKAWA)에서 Vol.46부터 Vol.89까지 연재되었다.
사노 나미가 2023년 8월 5일에 암으로 사망했으므로, 이 만화가 마지막 작품이다.

## 줄거리
아이가 없는 소노야마 부부는 어느 날 '히토리'라는 미소년을 입양한다. 그러나 '히토리'의 정체는 미기와 다리라는 쌍둥이 소년으로 교묘하게 바뀌면서 둘이서 한 인물을 연기하고 있었다. 쌍둥이의 목적은 소노야마 가문이 사는 마을에 있어야 할 어머니를 죽인 범인을 찾아내 앙갚음하는 것이었다.

## 등장인물
미기(ミギ)
성우 - 호리에 슌
주인공. 앞머리의 가르마가 오른쪽에 나 있다. 형 다리와 협력해 한 인간 '히토리'로 소노야마 가문의 양자가 된다. 다리와 달리 감정 표현이 풍부하다.
다리(ダリ)
성우 - 무라세 아유무
주인공. 앞머리의 가르마가 왼쪽에 나 있다. 동생 미기와 협력해 한 인간 '히토리'로 소노야마 가문의 양자가 된다. 동생 생각으로 사물을 냉정하게 살피는 두뇌파지만 형으로서 미기 앞에서는 강해질 때도 있다.
소노야마 오사무(園山修)
성우 - 마츠야마 타카시
히토리의 양아버지. 아이들에게 축복받지 못한 채 늙었기 때문에 아내와 상담한 후 고아를 한 명만 입양하기로 한다.
소노야마 요코(園山洋子)
성우 - 미츠이시 코토노
히토리의 양어머니. 요리를 잘한다. 젊었을 때는 엄청난 미인이었다.
서딘(サーディン)
성우 - 마츠야마 타카시
소노야마 부부가 키우는 개.
미츠야마(光山)
성우 - 사이토 키미코
통칭 '밋짱'. 이웃 마을에 사는 출장 가정부.
아키야마 슌페이(秋山俊平)
성우 - 아사누마 신타로
비행기나 새를 좋아하는 히토리의 학우. 새가 되고 싶다고 생각해, 그 방법을 모색해도 몰두해 주위가 보이지 않게 되기도 한다.
츠츠미 마루타(堤丸太)
성우 - 타케우치 슌스케
첨단 기기를 좋아하는 히토리의 학우. 응석받이로 자랐기 때문에 어쨌든 이기주의자다.
이치조 에이지(一条瑛二)
성우 - 카와니시 켄고
성적 우수, 외모 단정. 마을 사람들의 동경을 받는 이치조 가문의 장남. 주위에게 모범적인 소년으로 인지되고 있다.
이치조 레이코(一条怜子)
성우 - 박로미
에이지의 어머니.
이치조 카렌(一条華怜)
성우 - 세키네 아키라
에이지의 여동생.

## 서지 정보
- 사노 나미 《미기와 다리》 KADOKAWA 〈하루타 코믹스〉, 전 7권
  1. 2018년 5월 15일[6], ISBN 978-4-04-734836-3
  2. 2018년 9월 15일[7], ISBN 978-4-04-735350-3
  3. 2019년 8월 10일[8], ISBN 978-4-04-735623-8
  4. 2020년 2월 15일[9], ISBN 978-4-04-736022-8
  5. 2020년 10월 15일[10], ISBN 978-4-04-736112-6
  6. 2021년 7월 15일[11], ISBN 978-4-04-736634-3
  7. 2021년 12월 15일[12], ISBN 978-4-04-736846-0

## TV 애니메이션
2021년 12월 13일에 애니화가 발표되었다. 2023년 10월부터 12월까지 AT-X 등에서 방송되었다. 방송 전에 원작자 사노 나미가 갑자기 사망했다. 사노는 애니메이션의 감수나 아후레코(アフレコ) 현장에의 입회도 실시하고 있었다. 또한 엔딩에서는 사노가 생전에 그린 일러스트가 사용되었다.
- 원작 - 사노 나미[14]
- 감독·시리즈 구성·음향 감독 - 만큐(まんきゅう)[14]
- 부감독 - 에노모토 마모루(榎本 守)[14]
- 캐릭터 디자인·총작화 감독 - 니시하타 아유미(西畑あゆみ)[14]
- 의상 디자인 - 혼다 에미(本多恵美), 미츠와카 타카요(満若たかよ), 후지이 노조무(藤井 望)[14]
- 프롭 디자인 - Color&Smile[14]
- 미술 설정 - 히라미네 미키야(平義樹弥)[14]
- 미술 감독 - 와카바야시 리사(若林里紗)[14]
- 색채 설계 - 노보리 하루코(のぼりはるこ)[14]
- 3D 감독 - 오가와 코헤이(小川耕平)[14]
- 촬영 감독 - 와타나베 미카(渡辺実花)[14]
- 편집 - 고토 마사히로(後藤正浩)[14]
- 음악 - 세부 히로코(世武裕子)[14]
- 음악 제작 - Flying Dog[14]
- 음향 효과 - 야마타니 나오토(山谷尚人)[14]
- 음향 제작 - 비트그루브 프로모션[14]
- 프로듀서 - 타카나시 마이(高梨舞), 曹聡, 니시마에 슈카(西前朱加), 후쿠오 타츠야(福尾龍也), 오카무라 카나코(岡村香名子), 마츠모토 준(松本淳), 후치에 마이코(淵江麻衣子), 후쿠이 노리오(福井詔雄), 사사키 슈타(佐々木秀太)
- 애니메이션 제작 - GEEKTOYS×CompTown[14]
- 제작 - 제작위원회 비버즈(TIME, 닛카쓰, NetEase Games, AT-X, 플라잉독, 소츠, 라이브 뷰잉 재팬, 비트 그루브 프로모션, 토에이 비디오)

### 주제가
마와 노니는 시간(ユウマガドキ)
소라루와 리부에 의한 오프닝 테마. / 작사·작곡·편곡 - 니루 카지츠
Skyline
Nulbarich에 의한 엔딩 테마. / 작사 - Jeremy QuartusとRyan Octaviano / 작곡 - Jeremy Quartus / 편곡 - Jeremy Quartus, Ethan Augustin

### 고전음악 삽입곡
- 클로드 드뷔시, 《베르가마스크 모음곡》 중 '달빛'

### 방영 목록
| 화수   | 제목                                                              | 각본          | 그림 콘티       | 연출                            | 작화 감독 | 총작화 감독                                                                                       | 방송일          |
| ------ | ----------------------------------------------------------------- | ------------- | --------------- | ------------------------------- | --- | ------------------------------------------------------------------------------------------------- | --------------- |
| 제1화  | ミギとダリ 미기와 다리                                            | 만큐          | 만큐            | 에노모토 마모루                 | 호소다 사오리 코바야시 이치조 핫토리 마스미 마츠시타 준코 사이토 마사카즈 사카이 KEI 사이토 치히로 쿠마가이 카요코 와시다 토시야                                                                                      | 니시하타 아유미                                                                                   | 2023년 10월 2일 |
| 제2화  | ウェルカムパーティー 환영 파티                                    | 야스카와 쇼고 | 마키노 토모에   | 무라타 나오키                   | 카와카미 토시히로 키쿠치 슌스케 노자와 히로키 미세키 히로유키 츠쿠마 타케노리 아카오 료타로 마츠시타 준코 사카이 KEI                                                                                                  | 와시다 토시야 카와시마 나오 쿠스모토 유코 니시하타 아유미                                         | 10월 9일        |
| 제3화  | ともだちをつくろう 친구를 사귀자                                  | 후쿠다 히로코 | 하야시 나오타카 | 토비타 츠요시                   | 카와카미 토시히로 키쿠치 슌스케 노자와 히로키 미세키 히로유키 타나카 준지 미즈타니 타케노리 타케모토 사야카 우스다 요시오 카마다 히토시 쿠로하 니시카와 마사토 호소다 사오리 吳晶晶 楊明坤                            | 와시다 토시야 니시하타 아유미                                                                     | 10월 16일       |
| 제4화  | おりこうさんになろう 똑똑한 아이가 되자                           | 토요타 모모카 | 이노카와 신타로 | 이노카와 신타로 에노모토 마모루 | 노자와 히로키 미세키 히로유키 타나카 준지 미즈타니 타케노리 이카이 카즈유키 코바야시 이치조 핫토리 마스미 핫토리 켄지 쿠스다 사토루                                                                                   | 와타나베 코지 니시하타 아유미                                                                     | 10월 23일       |
| 제5화  | ミジンコの歌 물벼룩의 노래                                        | 만큐          | 카세 아츠코     | 바바 류이치 야스카와 오우리     | 키무라 사토시 미세키 히로유키 카와카미 토시히로 호소다 사오리 핫토리 마스미 카타오카 히데유키 코시이시 사토루 아비코 마모루 핫토리 켄지 Debris 삿포로                                                                 | 니시하타 아유미                                                                                   | 10월 30일       |
| 제6화  | 誰が親鳥殺したの? 누가 어미 새를 죽였나?                          | 후쿠다 히로코 | 에노모토 마모루 | 바바 류이치 우에노 후미히로     | 키무라 사토시 이카이 카즈유키 타나카 준지 미즈타니 타케노리 이노우에 후지오 사카이 KEI 우츠키 이사오 미나미 신이치로 나카무라 요시코                                                                                  | 미세키 히로유키 키쿠치 슌스케 니시하타 아유미                                                     | 11월 6일        |
| 제7화  | おばけじゃなかった 귀신이 아니었다                                | 야스카와 쇼고 | 타마무라 진     | 바바 류이치 키타가와 마사토     | 키무라 사토시 노자와 히로키 타케우치 카즈마사 츠쿠마 타케노리 아카오 료타로 이카이 카즈유키 우츠키 이사오 아비코 마모루 마츠시타 준코 사카이 KEI 카타오카 히데유키 마츠시타 키요시                                    | 미세키 히로유키 키쿠치 슌스케 아베 유카 니시하타 아유미                                           | 11월 13일       |
| 제8화  | ふたり≠ひとり 둘≠하나                                             | 토요타 모모카 | RoydenB         | 마키노 토모에                   | 오기와라 미치루 미시마 치에 STUDIO MASSKET | 미시마 치에                                                                                       | 11월 20일       |
| 제9화  | コロスコロスコロスコロスコロス 죽인다 죽인다 죽인다 죽인다 죽인다 | 후쿠다 히로코 | 마키노 토모에   | 무라타 나오키                   | 키무라 사토시 타케우치 카즈마사 카와카미 토시히로 이카이 카즈유키 타나카 준지 미즈타니 타케노리 이노우에 후지오 와시다 토시야 쿠마가이 카요코 타모리 유키 츠쿠마 타케노리 아카오 료타로 이카이 카즈유키 호소다 사오리 | 카와시마 나오 미세키 히로유키 키쿠치 슌스케 키무라 사토시 니시하타 아유미                         | 11월 27일       |
| 제10화 | ビーバーズ vs 一条母 비버즈 vs 이치조 모친                        | 야스카와 쇼고 | 하야시 나오타카 | 바바 류이치                     | 키무라 사토시 타케우치 카즈마사 이카이 카즈유키 타나카 준지 미즈타니 타케노리 이노우에 후지오 | 카와시마 나오 미세키 히로유키 키쿠치 슌스케 키무라 사토시 노자와 히로키 아베 유카 니시하타 아유미 | 12월 4일        |
| 제11화 | さかさまの女 곤두박질친 여자                                      | 토요타 모모카 | 이노카와 신타로 | 바바 류이치                     | 타케우치 카즈마사 카와카미 토시히로 타나카 준지 미즈타니 타케노리 이노우에 후지오 | 카와시마 나오 미세키 히로유키 키쿠치 슌스케 키무라 사토시 니시하타 아유미                         | 12월 11일       |
| 제12화 | ぼくらの復讐 우리의 복수                                          | 후쿠다 히로코 | 카나모리 요코   | 바바 류이치                     | 타케우치 카즈마사 카와카미 토시히로 타나카 준지 미즈타니 타케노리 이노우에 후지오 노자와 히로키 | 카와시마 나오 미세키 히로유키 키쿠치 슌스케 아베 유카 키무라 사토시 니시하타 아유미               | 12월 18일       |
| 제13화 | ミギとダリ 미기와 다리                                            | 야스카와 쇼고 | 카세 아츠코     | 바바 류이치                     | 키무라 사토시 이카이 카즈유키 카와카미 토시히로 타케우치 카즈마사 타나카 준지 미즈타니 타케노리 이노우에 후지오 노자와 히로키 린와                                                                                    | 카와시마 나오 미세키 히로유키 키쿠치 슌스케 아베 유카 키무라 사토시 니시하타 아유미               | 12월 25일       |